# Трой (Нью-Гемпшир)
Трой (англ. Troy) — місто (англ. town) в США, в окрузі Чешир штату Нью-Гемпшир. Населення — 2130 осіб (2020).

## Демографія
Згідно з переписом 2010 року, у місті мешкало 2145 осіб у 867 домогосподарствах у складі 568 родин. Було 932 помешкання
Расовий склад населення:
| - 97,0 % — білих - 0,9 % — азіатів - 0,8 % — чорних або афроамериканців - 0,7 % — корінних американців |

До двох чи більше рас належало 0,5 %. Частка іспаномовних становила 1,3 % від усіх жителів.
За віковим діапазоном населення розподілялося таким чином: 23,1 % — особи молодші 18 років, 65,4 % — особи у віці 18—64 років, 11,5 % — особи у віці 65 років та старші. Медіана віку мешканця становила 37,8 року. На 100 осіб жіночої статі у місті припадало 99,7 чоловіків;  на 100 жінок у віці від 18 років та старших — 97,8 чоловіків також старших 18 років.
Середній дохід на одне домашнє господарство  становив 80 328 доларів США (медіана — 60 200), а середній дохід на одну сім'ю — 80 911 долар (медіана — 70 521). Медіана доходів становила 39 242 долари для чоловіків та 36 012 долари для жінок. За межею бідності перебувало 4,9 % осіб, у тому числі 6,8 % дітей у віці до 18 років та 8,4 % осіб у віці 65 років та старших.
Цивільне працевлаштоване населення становило 1251 особа. Основні галузі зайнятості: виробництво — 24,1 %, освіта, охорона здоров'я та соціальна допомога — 18,3 %, будівництво — 11,2 %, роздрібна торгівля — 9,9 %.